# Zsidanics István
Zsidanics István János (Zidanics, Zidanich, Magyaróvár, 1671. június 23.– Magyaróvár, 1736. november 6.) a magyaróvári harmincadhivatal vezetője, Moson vármegye főadószedője, a magyaróvári piarista gimnázium alapítója

## Pályafutása
Horvát eredetű családba született 1671. június 23-án, de származásáról keveset tudunk. Tanulmányai után 1696-tól a magyaróvári harmincadnál vállalt állást, mint helyettes ellenőr (contrascriba vicegerens)), aki a harmincadnak alárendelt kisebb vámok tőkéjét kezelte, részben az óvári királynői uradalomban, részben annak környékén, de más ügyekben is „saját kényelmét háttérbe szorítva, amint tudott, hűségesen és állhatatosan” szolgálta a Magyar Királyi Kamarát. Ennek köszönhette, hogy később az óvári harmincadhivatal vezetője lett, és maradt élete végéig.
Kamarai szolgálata révén érte el azt is, hogy családja számára, – amely őrizte nemesi származása tudatát, de nem tudta bizonyítani – új nemesi oklevelet és címert szerzett. Erről a bécsi Magyar Királyi Kancellária 1703. augusztus 2-án állított ki oklevelet, amelyben Zsidanics János mellett testvérét, Fábiánt is megnevezte.
Az I. Lipót király által adományozott címer negyedelt pajzsán (heraldikailag) jobbra felül és balra alul fekete mezőben egy-egy ágaskodó sárga oroszlán szablyát forgat, balra fent és jobbra alul pedig kék mezőben egy-egy ágaskodó, „természetes színű” ágaskodó griff nyújtja fenyegetően mellső lábait. A szívpajzson Magyarország és (Dalmácia és Szlavónia nélkül értendő) Horvátország egyesített címere látható, amely a család származására utal. Sisakdíszén kétfejű, koronás fekete sas áll, amelynek mellén a címet adományozó I. Lipót király arany monogramja (L I) olvasható.
Nemesként Moson vármegye vezetésében is tisztséget vállalt. 1710. február 18-án a Köpcsényben tartott megyei közgyűlés adószedőnek (perceptor) választotta, és ebben a tisztségében többször is megerősítette. 1723-ban már a megye főadószedője (perceptor generalis) volt, és maradt élete végéig. 1732. november 8-án pedig Esterházy Ferenc főispán táblabíróvá (a megyei törvényszéken a szolgabírók mellé rendelt ülnökké) nevezte ki.

## Családja
Zsidanics István 1698. szeptember 20-án vette feleségül Schubert (Schuwart) János mosoni birtokos lányát, Mária Annát (1680–1741. február 27.). Házasságukból tizenöt gyermek született, közülük jelenleg tíznek a nevét ismerjük, az apa halálakor pedig kilencen éltek. A családban magyarul és németül egyaránt beszéltek.
1. Mária Anna (Magyaróvár, 1700. jún. 30.[13]–?) 1719. szeptember 14-én tartotta lakodalmát Vízkelety Józseffel. A vőlegény anyja Széchényi György esztergomi érsek Katalin nevű unokahúga volt, egyik bátyja, Vízkelety Adalbert (1673 körül–1737) pedig pálos szerzetes, aki többször udvari káplánként szolgált főpapi tisztségre emelt rendtársainál (és rokonainál), így 1703 és 1710 között Széchényi Pál veszprémi püspöknél, 1711/1712-ben Nádasdy László csanádi püspök mellett Szegeden,[14] majd az 1730-as években Esterházy Imre esztergomi érsek udvarában, Pozsonyban.[15]  A házaspár fia, Vízkelety József Ferenc 1725. január 7-én született.[16]
2. János István[17] (Magyaróvár, 1702. máj. 15.[18]–1736 előtt) gimnáziumi tanulmányai során 1715 és 1717 között a pozsonyi jezsuita gimnázium syntaxis osztályában, 1718/1719-ben pedig a nagyszombati jezsuiták retorikai osztályában tanult,[19] végül 1721-ben ugyancsak Nagyszombatban, a Szelepcsényi György által alapított Collegium Marianum növendékeként szerzett filozófiai bakkalaureátust.[20] Később Schiemer Erzsébetet vette feleségül.[21] Az ő fiuk lehetett az a Zsidanics János, akiről Zsidanicsné Schubert Mária Anna (nagyanyja) úgy gondoskodott 1741-ben kelt végrendeletében, hogy a piaristákra bízta tisztességes ellátását addig, amíg a gimnáziumot el nem végezte.[22]
3. Mária Klára (Magyaróvár, 1705. júl. 20.[23]–?), akit az 1729-ben bárói rangot és magyar honosságot kapott Bartholomäus Hartwig Weiss (von Hortenstein) ezredes, szegedi várparancsnok fia, Kristóf vett feleségül.[24] A családnak Nyitra megyében voltak birtokai.[25]
4. Ferenc Antal (Magyaróvár, 1707. jún. 11.[26]–?), fiatalon elhunyt.
5. József Ignác (Joachimus a Virgine Fideli, Magyaróvár, 1710. augusztus 23.[27] – Galgóc, 1740. aug. 12.) a szentgyörgyi piarista gimnáziumban tanult. Egyik tanára, a kiváló hegedűs és énekes Pocsuh Lajos (Ludovicus a Christo Patiente) néhány évvel később, amikor piarista novíciusként Privigyén lakott, szellemként is megjelent neki, és arra kérte, hogy mondjanak érte szentmisét.[28] A gimnázium után filozófiát kezdett tanulni, valószínűleg Nagyszombatban, de az első év után, 1728-ban a piarista rendbe lépett Privigyén Joachimus a Virgine Fideli néven.[29] Világi ruháival együtt leadott süvege, csizmája és zöld selyem öve az akkori jómódú nemesifjak szokásos viseletéhez tartozott.[30] Római engedéllyel már egy év noviciátus után (a szokásos kettő helyett) szerzetesi fogadalmat tehetett 1929. október 28-án.[31] Az 1729/1730. tanévben Nyitrán kezdett tanítani, ahol az év végén alsóbb osztályos tanítványaival édesapja tiszteletére adta elő a Junius Brutus, az első római konzul köszöntéséről szóló színjátékot, amelynek főszereplője a poétikai osztályba járó Cörver Antal (később piarista nevén Alexius a S. Maria Magdalena) volt.[32] 1731-ben Pesten, a grammatikai osztályt tanította, ahol Typus innocentiae címmel Lidericus fejedelem fiának, Joseramnus-nak haláláról adatott elő színdarabot.[33] 1731 és 1736 között Nagykárolyban, Vácott és Kecskeméten fejezte be filozófiai és teológiai tanulmányait. Ezután, 1737 és 1738 között több mint egy évet otthon, Óváron töltött édesanyjánál, hogy előkészítse az elhunyt édesapja szándéka szerint alapítandó piarista kollégium megnyitását, majd az 1739 januárjában hivatalba lépő Halápy Konstantin (a Passione Domini) tartományfőnök titkára lett. A több évi túlhajszolt munka során 1740 nyarán megbetegedett, és Nyitráról orvoshoz indult, de útközben, Galgócon érte a halál. A ferencesek ottani templomába temették.[34]
6. Imre Sebestyén (Stephanus a S. Emerico, Magyaróvár, 1714. szept. 14. – Magyaróvár, 1741. március 13.) a nagyszombati jezsuitáknál végezte el 1727 és 1730 között a gimnázium felső négy osztályát,[35] majd a retorikát Pesten, a piaristáknál is megismételte,[36] Nemcsényi Adolf (a S. Benedicto) osztályában. November végén ő és Kayser József szavalták el a tanáruk által szerzett, Szent Katalint (a filozófusok és rétorok védőszentjét) dicsőítő verset, amelyet nyilván a jómódú szülők segítségével nyomtattak ki a budai Nottenstein-nyomdában.[37] Az év végén mindkét tanítvány követte tanáruk és bátyjaik példáját (hiszen Kayser József bátyja, Ferenc is piarista volt már 1721 óta, Josephus a S. Elisabeth néven),[38] és 1731. szeptember 30-án ők is piarista novíciusok lettek. „A legártatlanabb életű” – jegyezte föl a novíciusmester Zsidanics Imréről,[39] aki piros dolmányban és csizmában, zöld selyemövvel jelent meg a privigyei noviciátusban,[40] és piaristaként a Stephanus a S. Emerico nevet választotta. A két éves noviciátus után 1733/1734-ben Nyitrán tanított, ahol Imre magyar király meggyőző képességéről adatott elő színdarabot,[41] a következő évben pedig Vácott, ahol Papirius Praetextatus történetét állította színpadra (aki egy ókori anekdota szerint azért, hogy ne kelljen elárulnia kíváncsi anyjának, hogy mit tárgyaltak a szenátusban, azt füllentette, hogy a többnejűségről és többférjűségről vitáztak).[42] 1735/1736-tól Nagykárolyban tanult filozófiát, majd Nyitrán teológiát.[43] 1740-ben beteg lett, és hazatért Óvárra, ahol szülőháza már a piaristák rendháza volt, de azután átköltözött Tuschleitner Tamás óvári bíró özvegyéhez, Serbely Erzsébethez (akinek Tamás nevű fia 1745-ben szintén piarista lett), ahol anyja is halálos betegen feküdt.[44] Ez azonban nem segített rajtuk. 1741. február 27-én anyja, Schubert Anna Mária, majd két hét múlva ő maga is elhunyt.[45]
7. Margit, akit báró (elefánti) Jaklin József (1711–1781) Moson megyei aljegyző, később Győr megyei főjegyző és a dunáninneni kerületi tábla ülnöke (1760–1770) vett feleségül.[46]
8. Rozália férje a Nyitra megyei birtokos családból származó Vranovics (Wranovics) Tamás volt, akinek egyik testvére, Márton pozsonyi kanonokságot töltött be,[47] ő maga pedig 1727–1737 között Hódmezővásárhelyen élt az újjászerveződő Csongrád vármegye jegyzőjeként.[48]
9. Katalin apja halálakor, 1736-ban még hajadon volt, így az örökségből neki jutó részén felül még 1500 forintot kapott.[49] Később Schuster Ignáchoz ment férjhez, aki testvérével, Károllyal együtt 1741-ben kapott nemességet. Addig három gyermekük született: Schuster Ignác József, János István és Mária Anna Regina.[50]
10. Terézia, aki 1736-ban szintén hajadon volt,[51] Terézia nővéréhez hasonlóan végrendeletileg 1500 forintot kapott. Később (elefánti) Jaklin György, a Splényi-huszárezred kapitánya vette feleségül. 1756 előtt mindketten elhunytak, így a fiuk, ifjabb Jaklin György fölötti gondnokságot nagybátyja és sógora, Jaklin József kapta meg.[52]

## Házai
Zsidanics István több ingatlannal is rendelkezett Magyaróváron és környékén:
- Magyaróvári polgári ház (Fő utca 6.), amelyet a hozzá tartozó kertekkel és földekkel együtt végrendeletében a piaristákra hagyott. Ez a mai piarista épületegyüttes déli része. A 19. század végén a bejárattal szemben még megvolt Zsidanics család kőbe faragott címere.[53]
- Mosoni nagyobbik kúria (Szent István király út 122.), amelynek birtokosai a 18. század elején Ketten (Kett) János Mihály tüzérségi fizetőmester (solutor), és testvére, János Jakab voltak (Johann Jakob Ketten alsó-ausztriai kamarai procurator fiai, 1713-ben honosított magyar bárók), akik kereskedelmi és kölcsönügyletekkel foglalkoztak. Mivel eladósodtak, a mosoni kúriát több hitelezőnek is fölajánlották biztosítékul, így Zsidanics Istvánnak, aki 3000 forintott adott kölcsön nekik, majd pedig Nádasdy László csanádi püspöknek, akinek 2000 forintnyi bor árával tartoztak. 1719-ben Nádasdy végrehajtást kért ellenük, de végül a Magyar Udvari Kancellária 1726-ban Zsidancsnak ítélte, aki ezért 1400 forinttal kártalanította Nádasdyt.[54] A ma is álló épület ezt követően, 1727-ben épült. Kapuja fölött ma is a Zsidanics család kőfaragású, festett címere látható. 1739-ban Moson megye vásárolta meg a Zsidanics-örökösöktől, a hozzá tartozó majorsággal együtt 6000 forintért, vármegyei székház céljára. Tíz év múlva azonban eladták, és vendéglőként, szállodaként működött, a 19. századtól Moson város birtokában, Korona Szálló néven. 1945 után a Kisalföldi Állami Erdőgazdaság használta, 1990 után magántulajdonba került, végül a mosonmagyaróvári önkormányzat egyik cége, a Movinnov Kft. vásárolta meg, 2015-ben homlokzatát,[55] majd belsejét is felújíttatta, és saját székhelyeként használja.
- Mosoni kisebbik kúria és kert, amelyet özvegy Zsidanics Istvánné 1741-ben szintén a piaristákra hagyott.[56]
- Rajkai kúria, amelyet végrendeletében feleségére hagyott.[57]

## A piarista rendház és iskola alapítása
Miután 1728-ban Zsidanics József (Joachimus a Virgine Fideli), majd három év múlva öccse Imre (Stephanus a S. Emerico) piarista lett, apjuk anyagilag is támogatta a rendet. Erről tanúskodik az 1730-ban Nyitrán, tiszteletére előadott színdarab és nyomtatott programja, amelyet fia, Zsidanics Joachim (a Virgine Fideli) rendezett, illetve a következő évben Pozsonyban nyomtatott István-napi köszöntő vers, amelyet másik fia, a pesti piarista gimnáziumban tanuló Imre (később Stephanus a S. Emerico) jegyzett, de szerzője inkább a retorikai osztály tanára, Nemcsényi Adolf (a S. Benedicto) lehetett.
Ekkoriban határozhatta Zsidanics el azt is, hogy a rendet Magyaróváron is letelepíti. A piaristák 1738 tavaszán egy kérvényükben arra hivatkoztak, hogy szerint „már tíz évvel ezelőtt kérték, hogy rendünket ide bevezessük”. Erre azonban csak Zsidanics István halála után került sor.
Halála előtt két nappal, 1736. november 4-én Mozart (Moszár) Mihály plébános és Franz von Straussenberg az óvári királynői uradalom ellenőre (contraagens, Contralor) jelenlétében végrendelkezett. Ennek során több adományt tett különféle egyházi intézményeknek: a magyaróvári plébániának 300 forintot, az ottani Rózsafüzér Kongregációnak 200 forintot (évente öt miséért), az óvári kapucinusoknak a Mosonszolnok (Zanegg) faluban elhelyezett 1000 forint kamatait (évente 60 forint, hetente egy miséért), két piarista fia eltartására pedig az örökösök által évente 50 forintot. A legkomolyabb adományt azonban a piaristák kapták. Zsidanics a rendre hagyta saját óvári polgárházát és egy 10 000 forintos alapítványt azzal a föltétellel, hogy a piaristák évente két szentmisét mondjanak érte. Két nap múlva el is hunyt, és november 8-án az óvári kapucinusok sírboltjába temették.
A végrendeletben tehát nem volt szó rendház és iskola alapításáról, de azt a piaristák természetesnek vélték, és Zsidanics családja is azt szerette volna, sőt attól tartottak, hogy a rend a pénzt és az ingatlant más célra fogja fölhasználni. A Magyar Királyi Kancellária ellenben valóban vonakodott jóváhagyni az új iskola alapítását, mert elégségesnek vélték a közeli győri és pozsonyi iskolákat. Végül azonban III. Károly király a Magyar Királyi Kancellárián keresztül 1739. április 20-án jóváhagyta a magyaróvári piarista kollégium alapítását. A királyi jóváhagyó oklevél szerint Zsidanics István azért akarta, hogy a piaristák „az ifjúság oktatására a városba jöjjenek”, mert
„életének hosszú részét töltve a városban nem csekély lelki fájdalommal látta, hogy mind a városban, mind a várossal szomszédos falvakban sok ifjú él, akiknek tanulmányi vágyaik kielégítésére távolabbi iskolába menni nincs lehetőségük, így iskola híján vagy tudatlanul nőnek fel, vagy pedig akatolikus iskolába kényszerülnek”.
Ezt követően 1739 őszén három piarista költözött Magyaróvárra, a Zsidanics-házba, és november 3-án megkezdték a tanítást az alsó gimnáziumi osztályokban.
Zsidanics István iskolaalapítási szándékát szintén kiemelte özvegy feleségének 1740. február 18-án kelt végrendelete, amelyben azt írta:
„Istennek tetsző mű elrendelni, hogy a kedves és szegény ifjúság éppúgy megtartassék a kegyességben, mint ahogy taníttassék a tudományokban, és ebből a célból elhunyt férjem, Zsidanics István a főtisztelendő piarista atyák számára alapítványt tett, hogy az ifjúságot itt Magyaróváron a negyedik osztályig, vagyis a syntaxis-ig oktassák és tanítsák.”
Ennek kiegészítésére Zsidanicsné további 2000 forintot, Mosonban a kisebbik kúriát és házat, valamint egy magyaróvári kertet hagyott a piaristákra, hogy azok cserében hetente misét mondjanak a Schubert család tagjaiért, és két éven belül megnyissák a gimnázium felsőbb osztályait (poétika, retorika).
Zsidanicsné Schubert Anna Mária férje után négy évvel, 1741. február 27-én elhunyt, de mivel leszármazottai megtámadták végrendeletét, a magyaróvári piarista gimnázium poétikai és retorikai osztályainak megnyitása csak 1760-ban valósult meg.

## Emlékezete
A mosonmagyaróvári piarista iskola 2020-ban Zsidanics István-emlékplakettet alapított, amelyet az ott folyó oktató-nevelő munka támogatóinak adományoznak.

## Külső hivatkozások
- Zsidanics István a Moson megye életrajzi lexikon ban